# قصر الصفا (الإسكندرية)
قصر الصفا أو قصر الأمير محمد علي بالإسكندرية أو قصر الأمير محمد علي بزيزينيا هو فصر يقع على ربوة عالية مُطلة على البحر المتوسط بالإسكندرية. يطل القصر على حديقة خلابة ويبدو في هيئته كأنه منارة البحر أو حارسه الأمين.
بُني القصر عام ١٨٨٧، بمنطقة رمل الإسكندرية بمنطقة زيزينيا، فالحي الراقي كان مركزًا ومقصدًا للصفوة - ومن هنا الاسم- حيث تنافسوا في تأسيس قصورهم وسراياهم فيه، خاصة في زمن الأسرة العلوية، ويعد قصر الصفا أبرزها وهو أحد القصور الرئيسية بمدينة الإسكندرية، وهو مُعد لاستقبال ضيوف الرئاسة أو كبار الوزراء ورجال الدولة أثناء وجودهم في الإسكندرية.
بناه الكونت اليوناني "إستيفان زيزينيا" والذي كان يعمل بتجارة القطن بجانب كونه قنصل بلجيكا بمصر. سُميت المنطقة لاحقاً بإسمه «زيزينيا» في نهاية القرن الـ19. تحول قصر زيزينيا إلى فندق "جلوريا أوتيل". في عام ١٩٢٧ قرر الأمير محمد علي نجل الخديوي توفيق، والذي كان وصيًا على العرش ما بين وفاة الملك فؤاد الأول وجلوس ابن عمه الملك فاروق على عرش مصر، شراءه وأعاد بنائه عام 1927 ليتحول إلى قصرًا ملكيًا، وأطلق عليه اسم "قصر الصفا"، تيمنًا بجبل (الصفا) الذي ورد ذكره في القرآن الكريم بوصفه منسكًا من مناسك الحج. وهو الاسم الحالي له. بعد أحداث 1952, دخل لاحقاً ضمن القصور الرئاسية.
كان الأمير محمد علي يهتم بالفن الإسلامي لذلك كتب على القصر من الخارج آيات من القرآن الكريم؛ ومنها ما كُتب على مدخل القصر «ادخلوها بسلام آمنين».